# Lew Golicyn

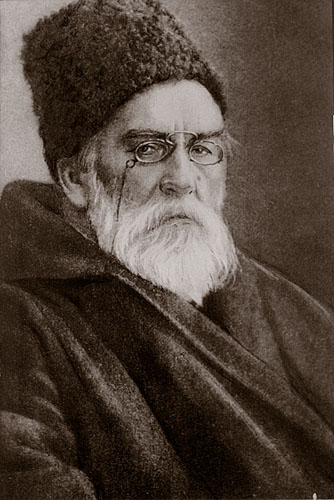
Lew Golicyn

Lew Siergiejewicz Golicyn (ur. 24 sierpnia 1845 w Starej Wsi, zm. 26 grudnia 1915 w Teodozji) – rosyjski arystokrata, enolog, winiarz.
Był synem Sergiusza Golicyna i Marii Ewy z Jezierskich.
Prekursor uprawy winorośli na Krymie oraz przemysłowej produkcji wysokogatunkowych win musujących w Rosji. W roku 1878 kupił majątek Nowy Świat na Krymie, gdzie uprawiał do 500 gatunków winorośli.